# Banksia integrifolia subsp. compar
Sous-espèce
Classification phylogénétique
Banksia integrifolia subsp. compar est une sous-espèce de Banksia integrifolia. Elle se caractérise par ses feuilles plus grandes et plus brillantes que celles des autres sous-espèces et son aire de diffusion naturelle s'étend beaucoup plus loin vers le nord.

## Description
B. integrifolia subsp. compar ressemble à Banksia integrifolia subsp. integrifolia mais a des feuilles plus grandes et plus brillantes avec des bords ondulés,,.

## Taxonomie
Le spécimen type de Banksia integrifolia subsp. compar fut récolté juste au sud de Keppel Bay dans le Queensland (Australie) par Robert Brown en août 1802. Brown publia le spécimen comme nouvelle espèce en 1810, mais admit sa ressemblance avec Banksia integrifolia dans le choix du nom : Banksia compar R.Br, du latin compar, signifiant « pareil ».
En 1870, George Bentham la déclara synonyme de Banksia integrifolia,
mais ce classement dura jusqu'en 1913, quand Frederick Bailey fit de ce taxon une variété distincte de Banksia integrifolia dans son Comprehensive Catalogue of Queensland Plants.
En 1994, il fut promu au rang de sous-espèce par Kevin Thiele. Son nom complet est par conséquent « Banksia integrifolia subsp. compar (R.Br.) K.R.Thiele »,.
Pendant de nombreuses années, une forme montagneuse de la sous-espèce fut admise, avec des différences dans la forme des feuilles et la structure des fruits, mais on ne sait pas si ces différences étaient de véritables variations morphologiques ou de simple adaptations au climat plus froid des altitudes élevées.
En 1994, en même temps que le taxon était promu de variété au rang de sous-espèce, la forme montagneuse fut déclarée comme une sous-espèce distincte, Banksia integrifolia subsp. monticola.

## Distribution et habitat
Banksia integrifolia subsp. compar se rencontre généralement sur des sols infertiles, sableux, dans une bande littorale de 50 kilomètres environ.
Endémique d'Australie, elle est présente tout le long de la côte orientale du Queensland depuis Brisbane dans le sud, jusqu'à Proserpine au nord.
L'Atlas des Banksia (The Banksia Atlas) mentionna également « une possible station écartée près de Bishops Peak (Cardwell)  » qui, si cela est vérifié, étendrait l'aire de distribution de la sous-espèce d'environ 400 kilomètres